# Xe đạp tại Đại hội Thể thao Đông Nam Á 1981
Xe đạp tại Đại hội Thể thao Đông Nam Á năm 1981 được tổ chức tại Manila, Philippines, từ ngày 7 đến ngày 11 tháng 12 năm 1981, với các nội dung trên đường trường và đường đua lòng chảo. Nội dung đường đua lòng chảo diễn ra tại Kabataang Barangay Velodrome. Trong khi đó nội dung đường trường diễn ra trên đường cao tốc Romulo.
Chủ nhà Philippines thống trị bảng huy chương với 9 tấm huy chương vàng, Indonesia xếp thứ hai với 3 huy chương vàng.

## Tóm tắt kết quả
| Nội dung                                | Vàng                                                                            | Vàng        | Bạc                                                                                       | Bạc         | Đồng                                                                       | Đồng        |
| --------------------------------------- | ------------------------------------------------------------------------------- | ----------- | ----------------------------------------------------------------------------------------- | ----------- | -------------------------------------------------------------------------- | ----------- |
| 1.000 mét nước rút                      | Rufo Dacumos                                                                    | 12.32       | Rodolfo Guaves                                                                            | 12.37       | Wahyudi Hidayat                                                            | 12.60       |
| 800 mét xuất phát đồng loạt cá nhân     | Rufo Dacumos                                                                    | 1:16.14     | Rodolfo Guaves                                                                            | 1:16.17     | Wahyudi Hidayat                                                            | 1:16.25     |
| 1600 mét xuất phát đồng loạt cá nhân    | Jomel Lorenzo                                                                   | 2:51.01     | Fanny Patulla                                                                             | 2:51.14     | Bản mẫu:Country data Philippine Sotelo Tarayao                             | 2:51.34     |
| 4800 mét xuất phát đồng loạt cá nhân    | J. Abaquita                                                                     | 9:25.65     | Jamaluddin Omar                                                                           | 9:25.75     | Edgardo Pagarigan                                                          | 9:25.76     |
| 1.000 mét tính giờ cá nhân              | Rodolfo Guaves                                                                  | 1:13.73     | Fanny Patulla                                                                             |             | Rosman Alwi                                                                |             |
| 4.000 mét rượt đuổi cá nhân             | Diomedes Panton                                                                 | 5:25.49     | Renato Meir                                                                               | 5:28.79     | Jamaluddin Mohammed                                                        | 5:31.74     |
| 4.000 mét rượt đuổi đồng đội            | Philippines                                                                     | 5:07.50     | Singapore Zain Jasmin · Goh Kok Soon · Jamaluddin Mohammed · Jamil Mohammed               | 5:09.39     | Malaysia                                                                   | 5:12.74     |
| 4.000 mét rượt đuổi đồng đội chung cuộc | Philippines Diomedes Panton · Deogracias Asuncion · Renato Mier · Jomel Lorenzo | 5:01.26     | Malaysia Ishak Amin · Yusoff Udin · Othman Rashid · Shamsuddin Abdullah                   | 5:01.40     | Singapore Julius Lim · Goh Kok Soon · Jamaluddin Mohammed · Jamil Mohammed | 5:07.46     |
| Đua cá nhân 100 km                      | Indonesia Sutiyono · Mochammad Yusuf · Das Rizal · Yoseph Lomena                | 2:15:20.43  | Thái Lan Suriya Rachsaiyakit · Tanachai Srangern · Montol Prangsirisakul · Choosak Seepol | 2:18:02.64  | Philippines                                                                | 2:21:55.00  |
| Đua cá nhân 130 km                      | Sutiyono                                                                        | 4:19:14.39  | Mochammad Yusuf                                                                           | 4:20:22     | Romeo Bonzo                                                                | 4:21:21.91  |
| Đua đồng đội 130 km                     | Indonesia                                                                       | 13:04:04.37 | Philippines                                                                               | 13:09:13.92 | Malaysia                                                                   | 14:02:29.61 |
| Đua tính điểm 30 km                     | Edgardo Pagarigan                                                               | 51 pts      | Tahanachai Srangern                                                                       | 50          | Deogracias Asuncion                                                        | 44          |

## Bảng huy chương
| Hạng               | Đoàn               | Vàng | Bạc | Đồng | Tổng số |
| ------------------ | ------------------ | ---- | --- | ---- | ------- |
| 1                  | Philippines (PHI)  | 9    | 4   | 5    | 18      |
| 2                  | Indonesia (INA)    | 3    | 3   | 2    | 8       |
| 3                  | Malaysia (MAS)     | 0    | 2   | 3    | 5       |
| 4                  | Thái Lan (THA)     | 0    | 2   | 0    | 2       |
| 5                  | Singapore (SIN)    | 0    | 1   | 2    | 3       |
| Tổng số (5 đơn vị) | Tổng số (5 đơn vị) | 12   | 12  | 12   | 36      |